# (6942) Yurigulyaev
(6942) Yurigulyaev est un astéroïde de la ceinture principale.

## Description
(6942) Yurigulyaev est un astéroïde de la ceinture principale. Il fut découvert le 16 décembre 1976 à Nauchnyj par Lioudmila Tchernykh. Il présente une orbite caractérisée par un demi-grand axe de 2,34 UA, une excentricité de 0,12 et une inclinaison de 3,7° par rapport à l'écliptique.

## Compléments